# ナイル・マーリー
ナイル・マーリー（Nile Murry、1983年1月26日 - ）は、アメリカ合衆国・テキサス州出身のプロバスケットボール選手である。ポジションはガード。プロバスケットボール選手のトーレ・マーリーは弟。

## 来歴
テキサスクリスチャン大学卒業後の2006年、富山グラウジーズに入団。チーム最多の1370分出場して734得点（1試合平均19.32点）を記録。シーズン終了後に退団。
コアモ（プエルトリコ）やアトメロウム（ハンガリー）を経て、2008年8月に、大阪エヴェッサと契約を結んだ。2008-09シーズンはアシストでリーグ2位（5.38本）、スティールでリーグ3位（2.12本）。
2009年7月、大阪エヴェッサと契約延長の合意を果たした。2009-10シーズンはアシスト3位（4.77本）を記録するなど、リーグ準優勝に貢献。
2010年、ライジング福岡に移籍。
2011年、新潟アルビレックスBBに移籍。この年、ポイントガードからフォワードまでこなし、新潟のエースとして活躍した。
2012年6月、新潟アルビレックスBBと契約延長を果たした。ディフェンス能力に優れており、彼のディフェンスでの活躍が、2012-2013シーズンの新潟アルビレックスBBの好成績につながった。
bjリーグ 2013-14シーズン、11月は月間1試合平均32.7分出場し、19得点、4.2アシストを記録してチームの躍進に貢献したことが評価され、月間MVPを初受賞した。同シーズン終了後に退団。
bjリーグ 2014-15シーズンは浜松・東三河フェニックスと契約。bjリーグ制覇に貢献してプレイオフMVPを受賞した。
bjリーグ 2015-16シーズンは青森ワッツと契約。

## 記録
| シーズン         | チーム | GP | GS | MPG  | FG%  | 3P%  | FT%  | RPG | APG | SPG | BPG | TO  | PPG  |
| ---------------- | ------ | -- | -- | ---- | ---- | ---- | ---- | --- | --- | --- | --- | --- | ---- |
| bjリーグ 2006-07 | 富山   | 38 | 38 | 36.1 | 46.0 | 35.8 | 79.6 |     |     |     |     | 2.9 | 19.3 |
| 2007-08          |        |    |    |      |      |      |      |     |     |     |     |     |      |
| bjリーグ 2008-09 | 大阪   | 52 | 52 | 35.6 | .446 | .354 | .770 |     |     |     |     | 3.4 | 20.0 |
| bjリーグ 2009-10 | 大阪   | 52 | 52 | 29.5 | .418 | .290 | .775 |     |     |     |     | 2.0 | 14.5 |
| bjリーグ 2010-11 | 福岡   | 50 | 50 | 29.5 | .434 | .268 | .775 |     |     |     |     | 2.7 | 16.0 |
| bjリーグ 2011-12 | 新潟   | 52 | 40 | 26.7 | .387 | .318 | .823 | 5.0 | 3.1 | 1.2 | 0.3 | 2.7 | 15.2 |
| bjリーグ 2012-13 | 新潟   | 52 | 48 | 28.7 | .425 | .361 | .764 | 6.0 | 3.3 | 1.2 | 0.5 | 2.6 | 15.2 |
| bjリーグ 2013-14 | 新潟   |    |    |      |      |      |      |     |     |     |     |     |      |
| bjリーグ 2014-15 | 浜松   | 52 |    | 24.9 | .401 | .397 | .815 | 4.0 | 2.5 | 1.1 | 0.2 | 1.8 | 11.6 |